# Helen Kane
Helen Kane, nome artístico de Helen Clare Schroeder, (Nova Iorque, 4 de agosto de 1904 - Nova Iorque, 26 de setembro de 1966) foi uma cantora e atriz norte-americana. Sua interpretação mais conhecida, I Wanna Be Loved by You (1928), foi apresentada no filme musical Good Boy. Sua voz e aparência foram inspiração para o animador Grim Natwick, do estúdio cinematográfico Fleischer Studios criar a personagem Betty Boop. Kane moveu uma ação judicial contra o estúdio, sob a alegação de ter utilizado seu estilo, que ficou conhecido como Boop-Oop-a Doop. Entretanto, a ação foi anulada, por ter sido revelado que Kane já havia copiado esse estilo da cantora de jazz Baby Esther [en].

## Primeiros anos carreira
Helen Kane nasceu no bairro nova-iorquino do Bronx. Era a caçula dos três filhos de Louis Schroeder e Ellen Schroeder. Seu pai era filho de um imigrante alemão e sua mãe, uma imigrante irlandesa, que trabalhava em uma lavanderia. Ellen relutou em pagar três dólares por um traje para que sua filha interpretasse uma rainha em seu primeiro papel teatral na escola em que estudava. Aos quinze anos, Kane já estava nos palcos profissionalmente, viajando pelo Circuito Orpheum [en] com o grupo de comédia irmãos Marx. Passou o início dos anos 20 atuando com os irmãos Max, como cantora e dançarina, com seu estilo vaudeville . Em 1921 apresentou-se pela primeira vez no Palace Theatre, em Nova Iorque, marcando o início de sua passagem pelos teatros da Broadway, chegando a subir nos palcos com o trio de cantoras Hamilton Sisters e Fordyce, que mais tarde ficariam conhecidas como Three X Sisters [en].
A carreira de Kane despontou em 1927, com o musical A Night in Spain [en], que foi apresentado no teatro da Broadway 44th Street Theatre [en] de 3 de maio de 1927 a 12 de novembro, totalizando 174 apresentações. Posteriormente, o maestro Paul Ash [en] a levou Kane para uma apresentação no Teatro Paramount (Nova Iorque) [en]. Aquela primeira apresentação no Paramount foi o ponto de partida para sua carreira, cantando That's My Weakness Now [en]. No show Good Boy, de Oscar Hammerstein, em 1928, apresentou o sucesso I Wanna Be Loved by You, que décadas depois seria interpretada po Debbie Reynolds no filme Three Little Words. Na interpretação, Debbie é dublada pela voz original de Helen Kane.

## KaneversusFleischer

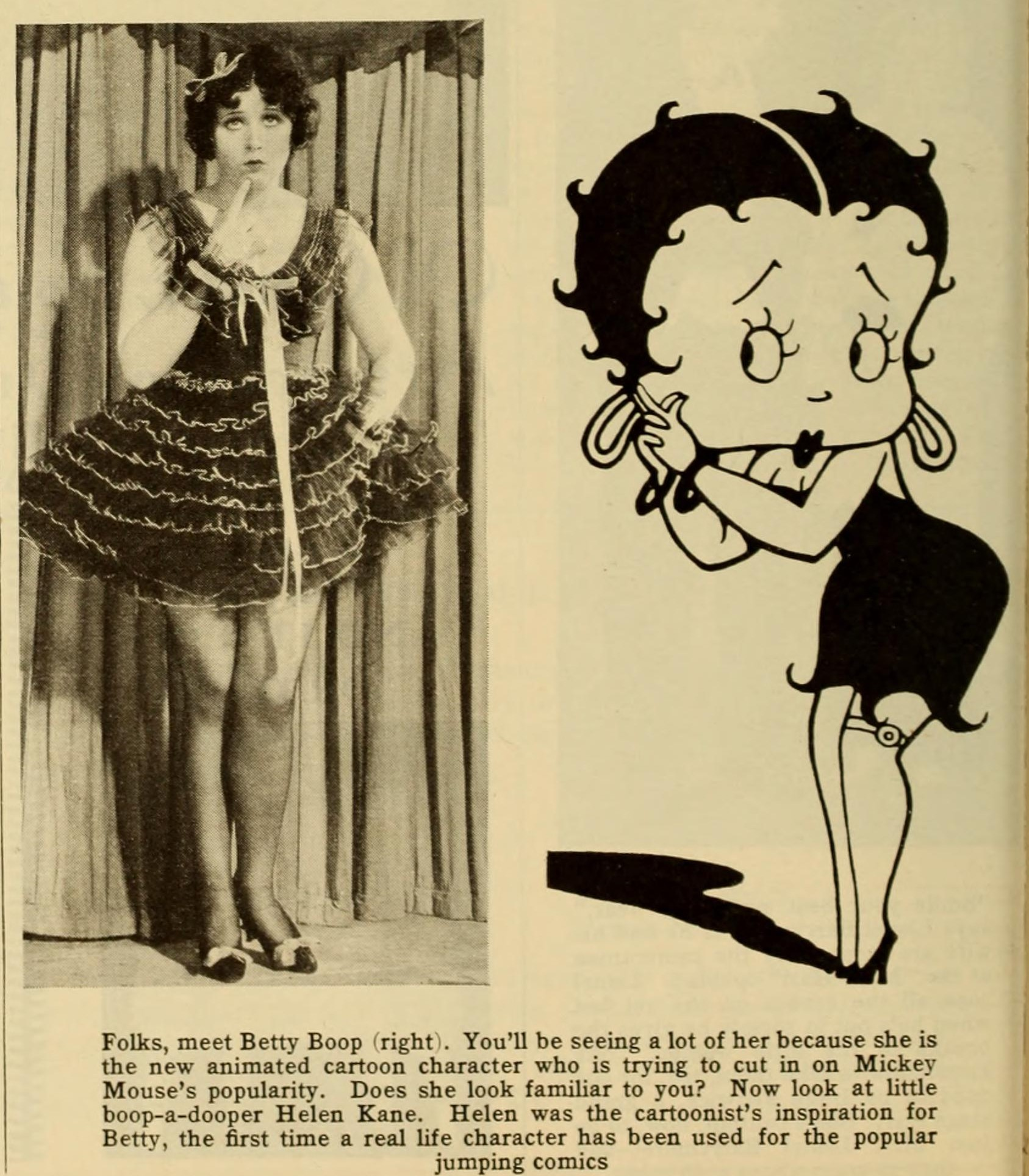
Comparação entre Helen Kane e o personagem Betty Boop, publicada na revista Photoplay em abril de 1932, um mês antes da ação judicial movida pela artista.

Em 1930, o animador o animador Grim Natwick, do estúdio cinematográfico Fleischer Studios lançou um personagem com orelhas de cachorro caídas e uma voz estridente, da série Talkartoons, que foi atribuída como sendo uma caricatura de Helen Kane. Em 1932, o personagem passaria por transformações, tendo as orelhas sido substituídas por brincos de argola, tornando-se conhecida como Betty Boop, tornou-se popular e a estrela de seus próprios desenhos animados. Naquele mesmo ano, Kane entrou com um processo contra os estúdios Fleischer, no valor de 250 mil dólares por concorrência desleal e exploração de sua personalidade e imagem.
Antes de sua morte, o cartunista Grim Natwick admitiu que havia projetado uma jovem com base em uma foto de Kane. Mais tarde ficou provado em tribunal que Kane havia copiado seu estilo da cantora de jazz Baby Esther [en], uma cantora afro-americana do final da década de 1920, que se apresentava regularmente no Cotton Club no Harlem, bairro onde Helen nasceu e cresceu. O gerente teatral Lou Walton testemunhou no tribunal que Helen Kane frequentava o cabaré em que Baby Esther atuava, e que havia realmente se apropriado do seu estilo de cantar. No entanto, Kane nunca admitiu isso publicamente. Esse depoimento foi usado para a defesa dos estúdios, argumentando que a própria Kane havia usurpado o estilo de Baby Esther. Uma gravação sonora de uma atuação de Baby Esther foi usada como evidência.

## Vida pessoal

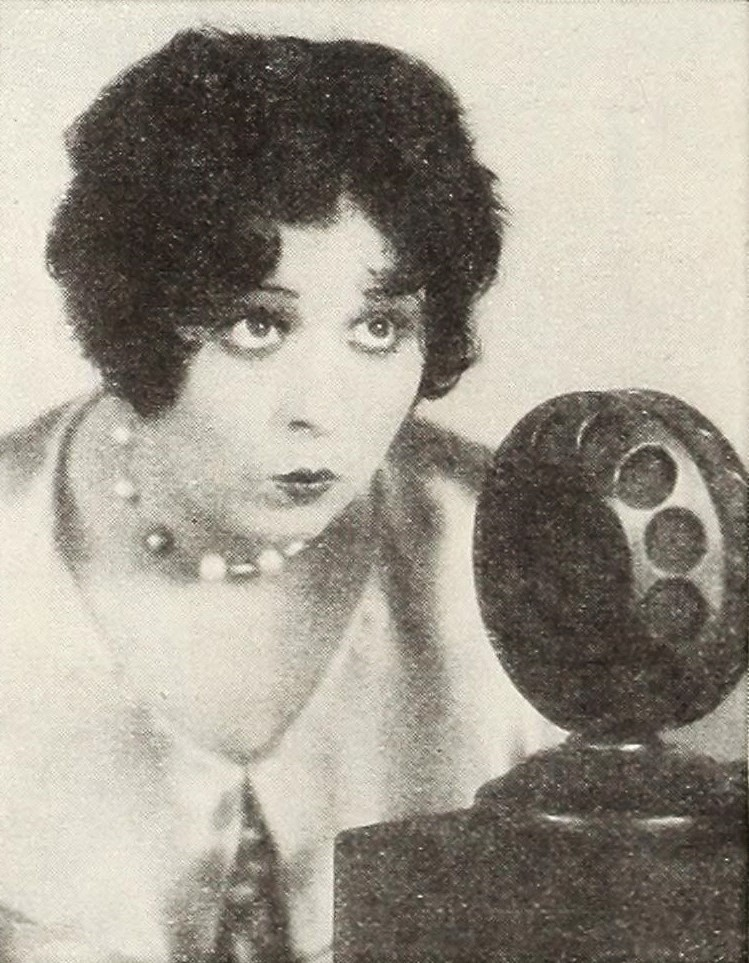
Screenland, Feb. 1930

Em novembro de 1924, Helen casou-se com o comerciante Joseph Kane, adotando seu sobrenome profissionalmente. Divorciaram-se em dezembro de 1932. Em fevereiro de 1933, ela se casou com Max Hoffmann Jr, filho da dançarina Gertrude Hoffmann [en]. Depois de seis meses, ele a abandonou e Helen pediu divórcio, que foi oficializado em maio de 1935. Em 1939, ela se casou com Dan Healy, com quem havia trabalhado em Good Boy em 1928. Eles abriram um night club em Nova York, que fechou depois de um ano. Depois abriram um restaurante chamado Healy's Grill em Manhattan.

## Últimos anos
Com as dificuldades decorrentes da Grande Depressão, o mundo extravagante da moda flapper acabou, e o estilo de Kane começou entrou em decadência rapidamente. Depois de 1931, ela deixou de ser procurada pelos cineastas, que preferiam outras cantoras para seus filmes. Em 1933, atuou em uma produção teatral chamada Culture Vulture e fez aparições em várias boates e teatros durante a década de 1930. Em 1950, sua interpretação de I Wanna Be Loved by You foi usada para dublar Debbie Reynolds no musical Three Little Words, mas seu nome não apareceu nos créditos do filme. Em 1958, foi homenageada no documentário  This Is Your Life, da NBC. Nas décadas de 1950 e 1960, Kane apresentou-se em vários programas de TV, principalmente Toast of the Town, mais tarde conhecido como The Ed Sullivan Show. Sua última aparição pública foi no programa foi em março de 1965.

### Morte
Helen Kane lutou contra o câncer de mama por mais de uma década. Foi operada em 1956 e passou por vários tratamentos radiológicos no Memorial Hospital [en] de Nova Iorque. Morreu em 26 de setembro de 1966, aos 62 anos, em seu apartamento em Jackson Heights, no Queens, com o marido Dan Healy ao seu lado. Foi sepultada no Cemitério Nacional de Long Island, no condado de Suffolk, também em Nova Iorque.